# Microphrys triangulatus
Microphrys triangulatus is een krabbensoort uit de familie van de Mithracidae. De wetenschappelijke naam van de soort is voor het eerst geldig gepubliceerd in 1877 door Lockington.